# Route nationale 760
Die Route nationale 760, kurz N 760 oder RN 760, war eine französische Nationalstraße, die von 1933 bis 1973 zwischen Issoudun und einer Kreuzung mit der Nationalstraße 749 östlich von Chinon verlief. Ihre Länge betrug 151,5 Kilometer.